# Trogloneta speciosum
Trogloneta speciosum là một loài nhện trong họ Mysmenidae.
Loài này thuộc chi Trogloneta. Trogloneta speciosum được miêu tả năm 2008 bởi Lin & S. Q. Li.